# Черняєв Тихон Сергійович
Тихон Сергійович Черняєв (*1 березня 2010, Харків) — український шахіст-вундеркінд.

## Біографія
Тихон Черняєв народився 1 березня 2010 року в Харкові. З 3,5 років почав займатися шахами. 
У шість років у передачі телевізійного каналу «Україна» брав участь у матчі одночасної гри в шахи, який закінчився з рахунком 4:0 на його користь.
Став рекордсменом України з шахів у віці п'яти років, коли зміг виконати норматив дорослого першого розряду з шахів. 
Взяв участь у чемпіонаті світу з шахів серед юнаків та дівчат 8—12 років, який проходив 21—25 червня 2018 року у Мінську, де здобув чемпіонський титул у двох дисциплінах: рапід і бліц.
З вересня 2016 по листопад 2018 Тихону допомагав український шахіст GM Олександр Голощапов.
З грудня 2018 по грудень 2019 з Тихоном працював тренер IM Павло Севостьянов.
У травні 2019 року Тихон став лауреатом 11-ї Всеукраїнської Премії «Диво-Дитина 2019».

У липні 2019 року Тихон отримав Подяку від Міністерства Молоді та Спорту України за вагомий особистий внесок у розвиток та популяризацію шахів в Україні, професіоналізм, відданість справі.
У серпні 2019 року у Мінську (Республіка Білорусь), у віці 9 років і 5 місяців, Тихон Черняєв став Віце-Чемпіоном Світу в рапіді у віковій категорії до 12 років.

З жовтня 2019 по травень 2020 року Тихон проводив спільні трансляції з FM Mike Klein на ChessKid.com.

У лютому 2020 року у Краматорську (Україна), у віці 9 років та 11 місяців Тихон Черняєв став Чемпіоном України з бліцу на Чемпіонаті України з шахів 2020 року, юнаки — U20.

У липні 2021 року в Харкові (Україна), у віці 11 років і 4 місяців Тихон Черняєв став Чемпіоном Харківської області з бліцу серед чоловіків.

У січні 2022 року Тихон отримав офіційний титул ФІДЕ - Candidate Master (CM).

У липні 2022 року Тихон брав участь у 21-му молодіжному Чемпіонаті Європи зі швидких та бліц-шахів, U12 у Салоніках. Не програвши жодної партії в двох дисциплінах, він став дворазовим Чемпіоном Європи з швидких шахів і бліцу.